# NPZ Domino
Pour les articles homonymes, voir Domino.
Les rames Domino sont un type d'automotrice circulant en Suisse. Il est composé d'une motrice RBDe 560 (construites entre 1984 et 1996 tout comme les voitures pilotes), de une à trois voitures intermédiaires INOVA (de Bombardier) construites dès 2009, et d'une voiture pilote. Les voitures aux extrémités ont été entièrement rénovées par les CFF. Ces rames possèdent la climatisation, des écrans LCD d'informations et la vidéo-surveillance.
Une partie d'entre elles ont été équipées de l'attelage automatique Schwab aux 2 extrémités de la composition.

## Rayons d'utilisation
- Regio
- RegioExpress
- RER de Fribourg

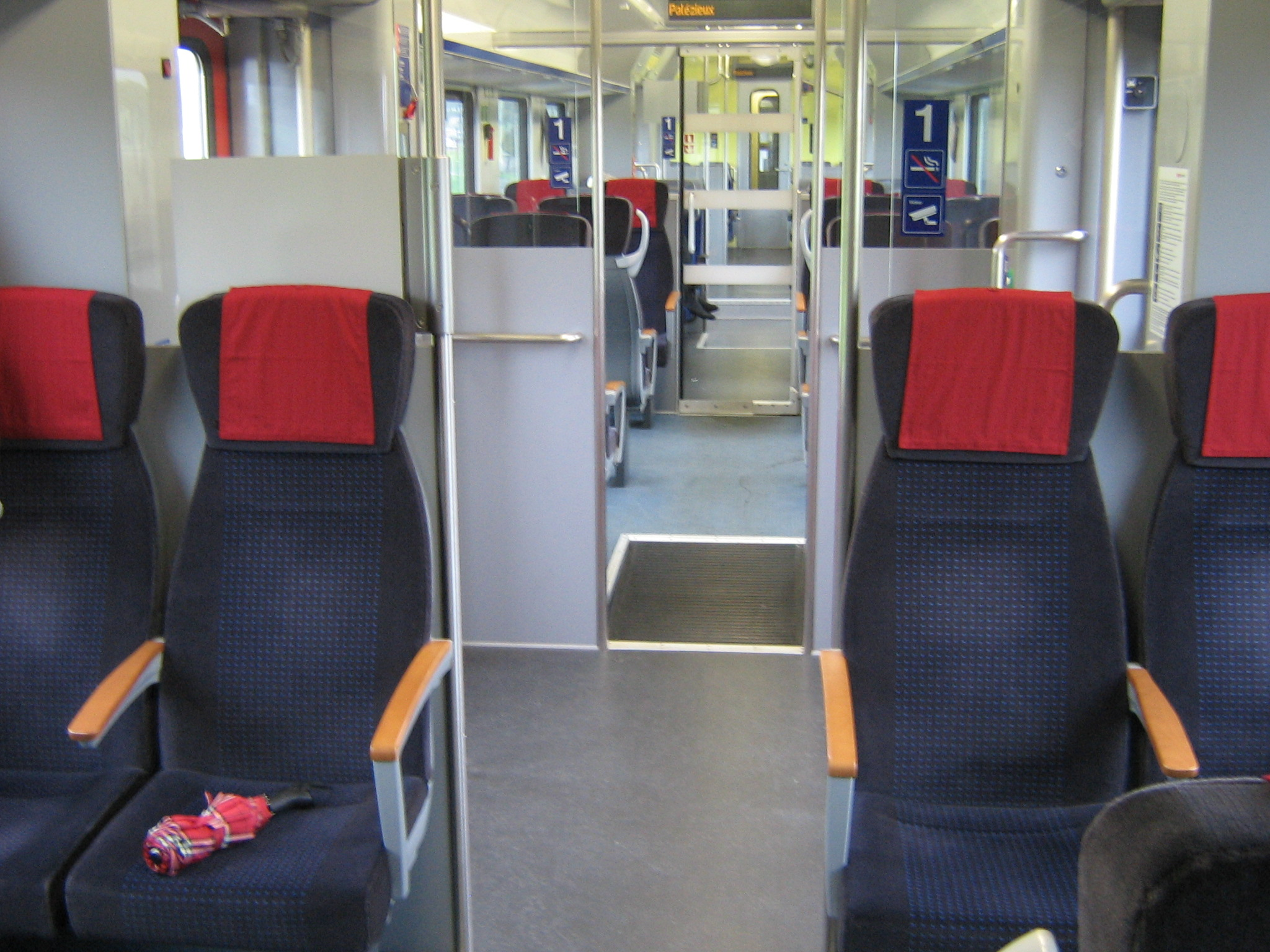
Compartiment 1re classe d'une voiture-pilote NPZ Domino.
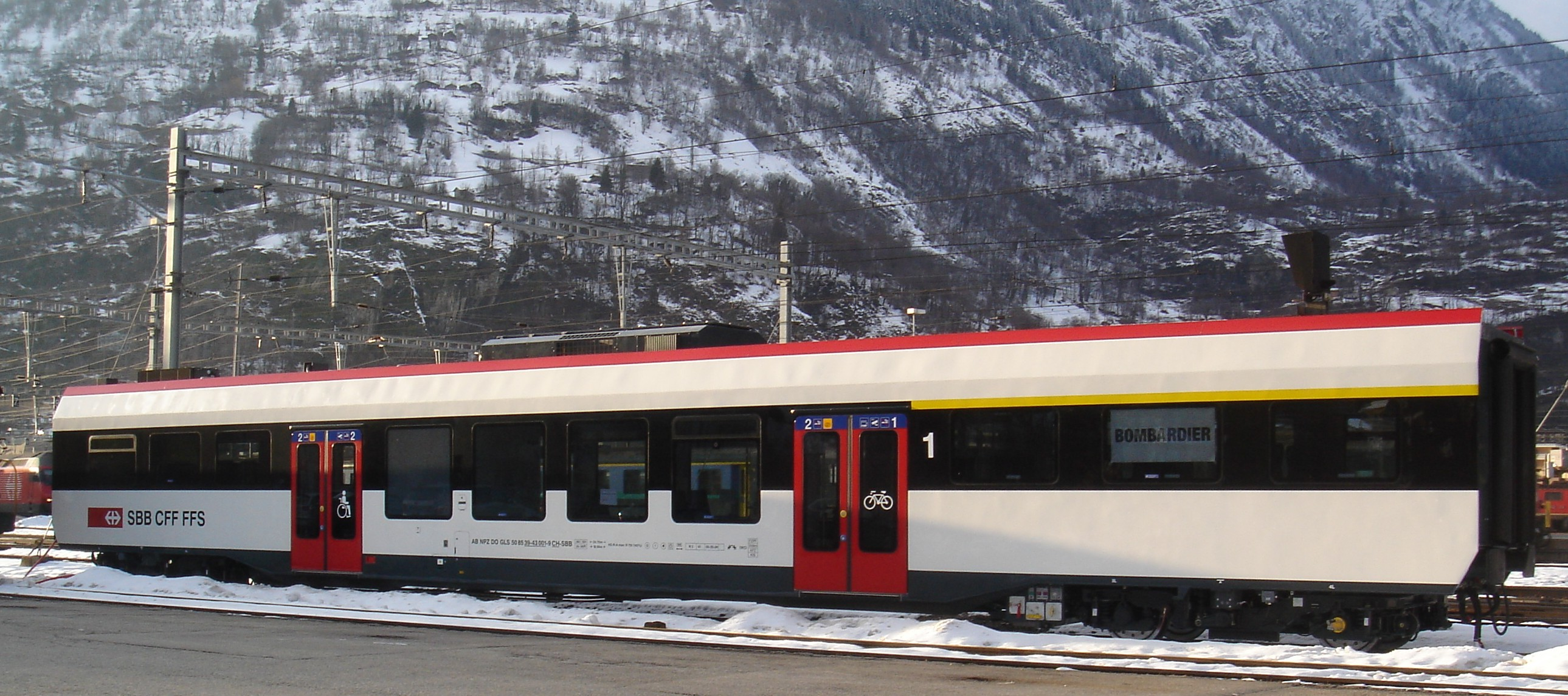
Remorque de nouvelle génération.
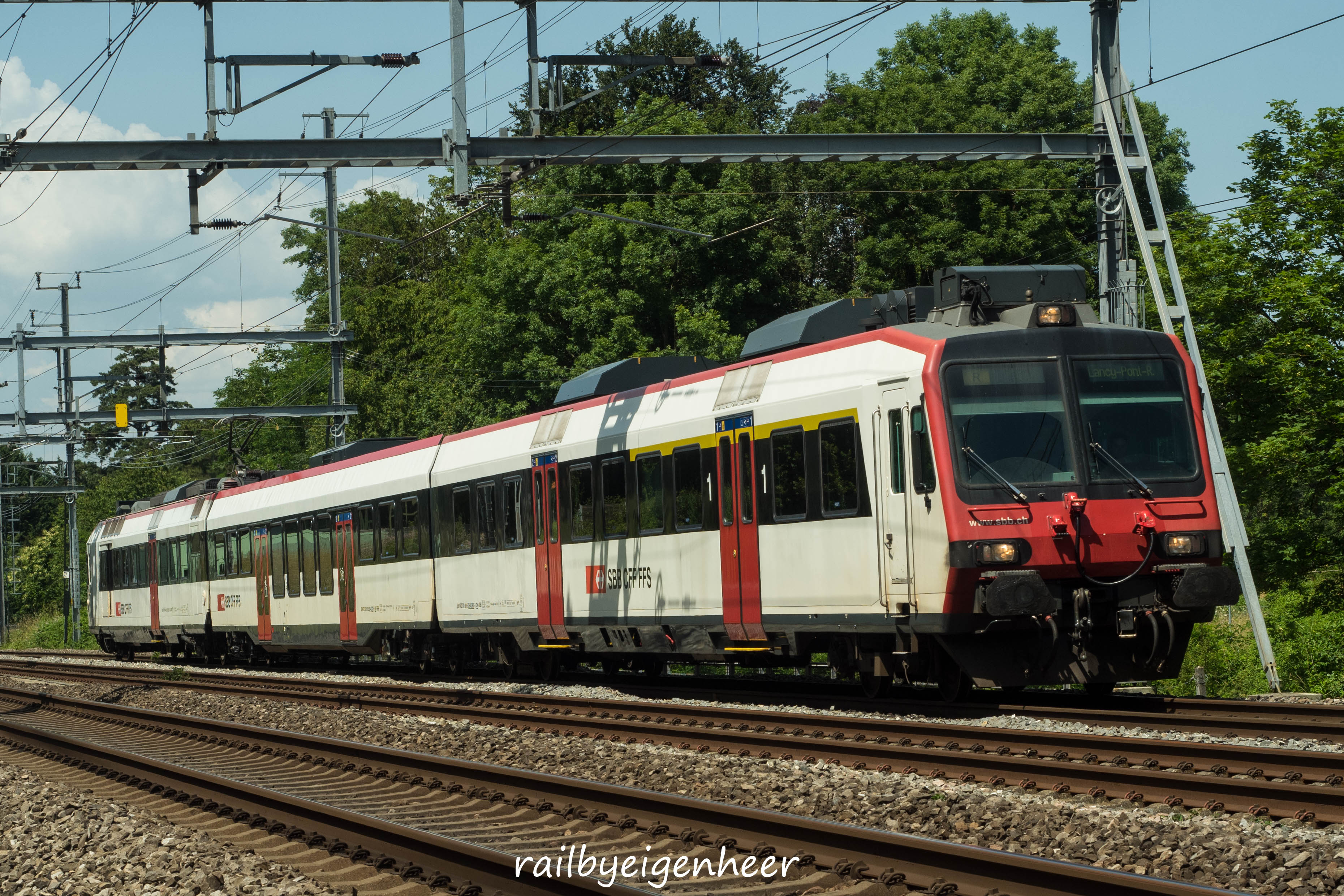
Rame NPZ à 3 éléments.
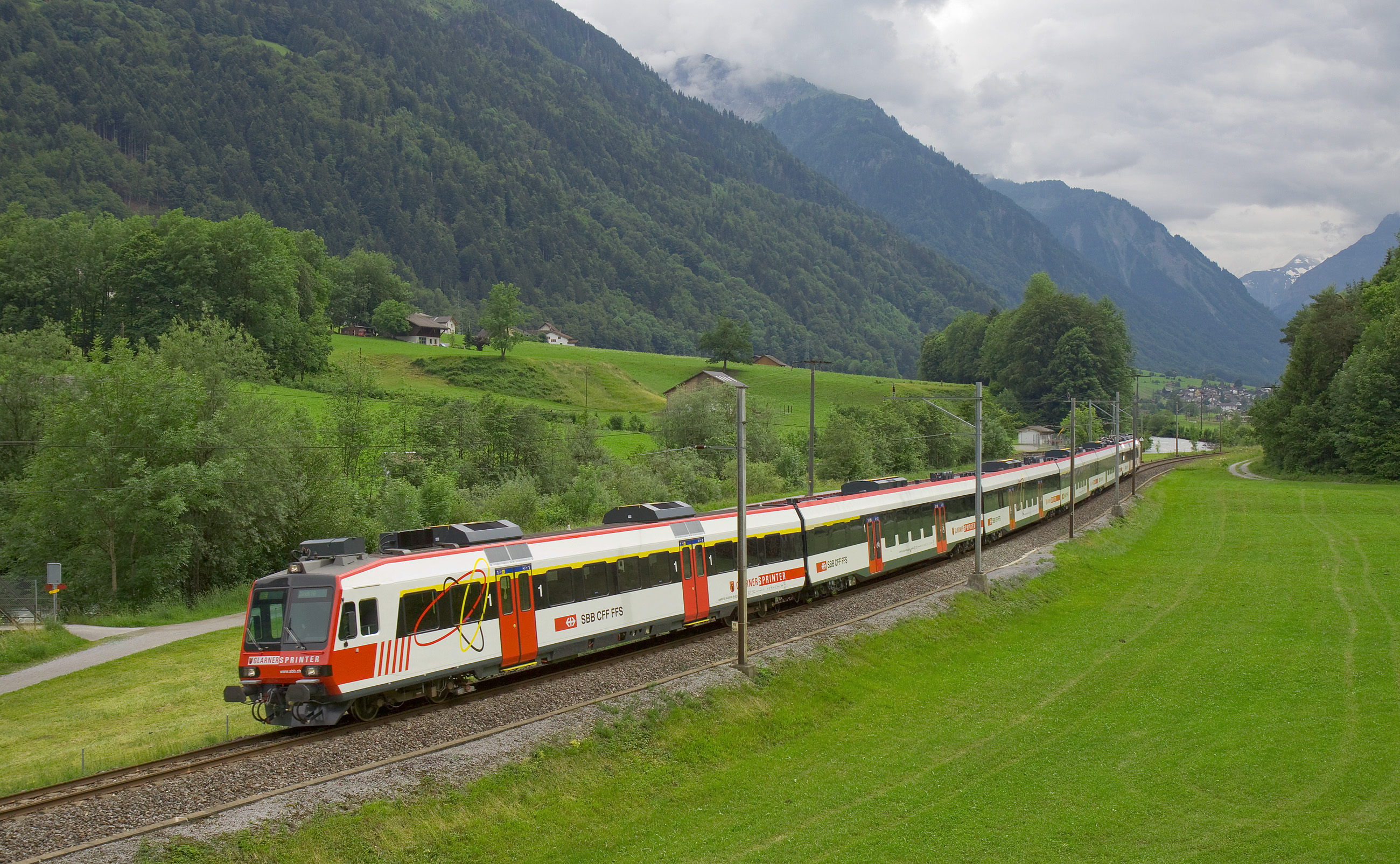
Rame NPZ Glarner Sprinter à 6 éléments.